# Alberto Contador
Alberto Contador Velasco (født 6. december 1982 i Madrid) er en spansk tidligere professionel landevejsrytter, der anses af mange som den bedste etapeløbsrytter i sin generation. Han er med sine 7 Grand Tour sejre, en af de største etapeløbsryttere gennem tiderne.[kilde mangler]
Contador blev professionel for ONCE i 2000. Allerede det første år vandt han en enkeltstart under Polen Rundt. Contador fik sit gennembrud i 2005, hvor han vandt en etape i Tour Down Under og vandt både en etape og sammenlagt i den catalanske uge. I ProTour-løbene Baskerlandet Rundt og Romandiet Rundt vandt han en etape, og kom på henholdsvis tredje- og fjerdepladsen i sammenlagt. Han kom over på Discovery Channel i 2007. I sæsonens første ProTour-løb, Paris-Nice, vandt han løbet sammenlagt, og vandt i tillæg hertil ungdomstrøjen.
Sine hidtil største bedrifter høstede Contador i sine tre sæsoner hos Astana, hvor han vandt Giro d'Italia og Vuelta a España, begge i 2008, samt Tour de France i 2009.
Som mange andre af tidens store cykelryttere, har Contador også været nævnt i flere dopingsammenhænge[kilde mangler], og 6. februar 2012 blev han dømt ved CAS for at have afgivet en dopingprøve med det forbudte stof clenbuterol under Tour de France i 2010. Han blev for denne forseelse idømt en karantæne på to år med udløb 5. august 2012. Han blev i samme forbindelse frataget de sejre, han oprindeligt havde vundet i Tour de France 2010 og Giro d'Italia 2011.

## Karriere

### Tour de France 2007
Han kom til Tour de France 2007 for at vinde ungdomskonkurrencen[kilde mangler] (efter han blev nummer 3 i 2005), og for at hjælpe sin kaptajn Levi Leipheimer til sejren. Det viste sig at Contador var den eneste som kunne følge Michael Rasmussen på de hårdeste bjergetaper. Han vandt 14. etape, og da Rasmussen blev udelukket af sit hold Rabobank, endte Contador med at vinde Tour de France sammenlagt, med 23 sekunder ned til Cadel Evans, og 31 sekunder til Leipheimer.
Da Discovery-holdet blev lukket efter 2007-sæsonen gik han sammen med flere andre ryttere til Astana.[kilde mangler]

### Giro d'Italia 2008
Contadors hold Astana var oprindelig ikke inviteret til Giro d'Italia, men arrangørerne ombestemte sig, og inviterede Astana med en uge før løbet begyndte. Contador skal have været på stranden da han fik beskeden. Et styrt på 8. etape førte til at han fik et brud i albuen, men han klarede alligevel at fuldføre og vandt løbet sammenlagt, som den første ikke-italiener siden 1996.

### Vuelta a España 2008
Contador var favorit til at vinde Vuelta a España efter at hans hold Astana var blevet udelukket fra årets Tour de France som følge af doping-mistanke.[kilde mangler] Hans største udfordrer var Carlos Sastre, men Contador endte på en tid, der var mere end fire minutter bedre end Sastre og 46 sekunder foran holdkammeraten Levi Leipheimer og vandt dermed klassementet. Med sin sejr i Vueltaen blev Contador en af blot fem, der har vundet alle Grand Tours – det har kun Jacques Anquetil, Eddy Merckx, Bernard Hinault og Felice Gimondi tidligere præsteret.[kilde mangler]

### Tour de France 2009
På forhånd var den unge Contador favoritten til at vinde Tour de France 2009 – også selvom årets udgave af Tour de France bød på mange andre store podiekandidater. Ikke mindst[kilde mangler] den tilbagevendte Lance Armstrong, samt Levi Leipheimer og Andreas Klöden – som alle 3 kørte på samme hold som Contador (Astana Team). Dog fik de meget konkurrence af danske Team Saxo Bank. Med 4 podie-kandidater var der kamp om magten på Astana, men da Contador havde sat Armstrong på 15. etape, var det afgjort, hvem fra Astana der skulle have køre om den samlede sejr. Contador blev nummer 1, med 4:11 minutter ned til Andy Schleck (Team Saxo Bank) som blev nummer 2. Nummer 3 blev holdkammeraten Lance Armstrong, 5:24 minutter efter.

### Tour de France 2010
Uden at vinde en eneste etape, formåede Contador alligevel at vinde en samlet sejr over tourens nr. 2 Andy Schleck. I denne udgave af turen var det netop de to duellanter Contador og Schleck, der var helt urørlige for de øvrige klassementsryttere. Sejren vil især blive husket for at den vindende margin, som nogenlunde svarede til den tid Contador tog på Andy Schleck, efter at sidstnævnte tabte kæden på vej op til bjergpasset Port de Balés. Samlet vandt Contador med 39 sekunder ned til Andy Schleck, hvoraf forskellen i den sidste og afgørende enkeltstart udgjorde de 31 af sekunderne.
Sejren blev halvandet år senere frataget ham, idet han under løbet afleverede en dopingprøve med clenbuterol.

### Giro d'Italia 2011
Den danske holdejer Bjarne Riis ville oprindeligt ikke[kilde mangler] have haft Contador til start ved den 94 udgave af Giro d'Italia, men efter rytterens eget ønske var han til start i Venaria Reale. Inden starten var Contador klar favorit til sejren, og han sluttede også med at føre med hele 6 min. og 10 sek. ned til den næstbedste: Michele Scarponi. Den italienske rundtur bød på intet tidspunkt på den store spænding i toppen af klassementet, udover de sekundære placeringer. Den spanske stjerne tog 2 etapesejre og gav flere etapesejre væk, hvor han selv nøjedes med 2. pladsen, bl.a. til sin tidligere holdkammerat fra Pro Team Astana, Paolo Tiralongo, på 19. etape. Ydermere vandt Contador pointtrøjen i løbet, en konkurrence der ellers normalt er forbeholdt sprinterne. Midt i løbet førte han også bjergkonkurrencen, hvilket gav ham løbets tre største trøjer. Den konkurrence sluttede han dog som nummer to i.
Denne sejr blev Contador frataget grundet sin dopingdom[kilde mangler] jf. ovenfor i afsnittet om Tour de France 2010.

### Tour de France 2013
I Tour de France 2013 var han udset til at kæmpe om titlen med Chris Froome fra Team Sky, men måtte nøjes med en 4. plads.

### Tour de France 2014
I Tour de France 2014 var der igen lagt op til en duel mellem Alberto Contador og Chris Froome, de måtte begge to udgå af løbet på grund af styrt.[kilde mangler]

### Vuelta España 2014
I Vuelta España 2014 var det eneste mål for Alberto Contador at vinde etapesejre. Da han alligevel kunne følge med i toppen af klassement, gik han efter det endelige resultat.
Eftersom at både Chris Froome og Alberto Contador med hhv. en håndledsskade og en knæskade udgik af Tour de France 2014, kom de sig begge to og gentog deres duel i Vuelta España 2014, hvor Alberto Contador vandt og Chris Froome endte på 2. pladsen.
Desuden vandt Albert Contador også kombinationstrøjen[kilde mangler] og to etaper (16. og 20.).

### 2016 sæsonen
I marts 2015 underskrev Contador en forlængelse af sin kontrakt med sit hold, Tinkoff, men samtidig bekendtgjorde han, at 2016 ville blive hans sidste sæson i professionel cykling. Han konkurrerede i sit første løb i sæsonen ved Volta ao Algarve, hvor han sluttede på en tredjeplads samleet og vandt sidste etape i løbet. Han blev toer ved Paris-Nice, hvor han angreb løbets fører Geraint Thomas fra 50 km ude og igen på den sidste klatring på Col d'Èze, før Thomas lukkede hullet på den sidste skråning og frem til mållinjen. Han blev også toer ved Catalonien Rundt, før han vandt den generelle klassifikation og sjete enkeltstartsetape ved Baskerlandet Rundt, hvorefter han udtalte til pressen, at han ville udskyde sin pensionering for i hvert fald endnu et år.

## Resultater fra Grand Tours og andre store etapeløb
| Tidslinje over samlede resultater fra Grand Tours          |      |      |      |      |      |      |      |      |      |      |      |      |      |      |
| Grand Tour                                                 | 2004 | 2005 | 2006 | 2007 | 2008 | 2009 | 2010 | 2011 | 2012 | 2013 | 2014 | 2015 | 2016 | 2017 |
| Giro d'Italia                                              | —    | —    | —    | —    | 1    | —    | —    | 1    | —    | —    | —    | 1    | —    | —    |
| Tour de France                                             | —    | 31   | —    | 1    | —    | 1    | 1    | 5    | —    | 4    | DNF  | 5    | DNF  | 9    |
| Vuelta a España                                            | —    | —    | —    | —    | 1    | —    | —    | —    | 1    | —    | 1    | —    | 4    |      |
| Tidslinje over samlede resultater fra andre store etapeløb |      |      |      |      |      |      |      |      |      |      |      |      |      |      |
| Løb                                                        | 2004 | 2005 | 2006 | 2007 | 2008 | 2009 | 2010 | 2011 | 2012 | 2013 | 2014 | 2015 | 2016 | 2017 |
| Paris-Nice                                                 | 26   | 15   | 24   | 1    | —    | 4    | 1    | —    | —    | —    | —    | —    | 2    | 2    |
| Tirreno-Adriatico                                          | —    | —    | —    | —    | —    | —    | —    | —    | —    | 3    | 1    | 5    | —    | —    |
| Catalonien Rundt                                           | —    | —    | —    | —    | —    | —    | —    | 1    | —    | —    | 2    | 4    | 2    | 2    |
| Baskerlandet Rundt                                         | —    | 3    | 5    | 14   | 1    | 1    | —    | —    | —    | 5    | 1    | —    | 1    | 2    |
| Romandiet Rundt                                            | —    | 4    | 2    | —    | —    | —    | —    | —    | —    | —    | —    | —    | —    | —    |
| Critérium du Dauphiné                                      | —    | DNF  | —    | 6    | —    | 3    | 2    | —    | —    | 10   | 2    | —    | 5    | 11   |
| Tour de Suisse                                             | —    | —    | 22   | —    | —    | —    | —    | —    | —    | —    | —    | —    | —    | —    |

Annullerede resulter = gennemstreget

## Dopinganklager
Contador har i flere omgange været i søgelyset for mulig brug af doping. Blandt de kendte sager er Operación Puerto, hvor Contador sammen med fire andre Astana-ryttere blev frikendt på teknikaliteter i det spanske lovsystem og kanylesagen fra Tour de France 2009.
Efter Tour de France 2010 kom det frem, at han havde afleveret en prøve, der indeholdt clenbuterol. Han hævdede efterfølgende, at det måtte stamme fra en bøf, som han havde spist. Efter nærmere undersøgelser af påstanden blev han i første omgang frikendt af det spanske cykelforbund. Senere blev han af den internationale sportsdomstol CAS idømt to års karantæne i denne sag.